# Eurixeno
Eurixenos são parasitas que podem viver em grande variedade de hospedeiros

## Exemplos
- Toxoplasma gondii[2]